# Novi Travnik
Novi Travnik es un municipio y localidad de Bosnia y Herzegovina. Se encuentra en el cantón de Bosnia Central, dentro del territorio de la Federación de Bosnia y Herzegovina. La capital del municipio de Novi Travnik es la localidad homónima.

## Localidades
El municipio de Novi Travnik se encuentra subdividido en las siguientes localidades:
- Balići.
- Bistro.
- Božići.
- Bučići.
- Budušići.
- Bugojčići.
- Bukvići.
- Čakići.
- Čehova.
- Dahovo.
- Donje Pećine.
- Duboko.
- Đakovići.
- Gornje Pećine.
- Hadžići.
- Has.
- Isakovići.
- Kasapovići.
- Kopila.
- Kovačići.
- Krnjića Potok.
- Lisac.
- Margetići.
- Monjići.
- Nević Polje.
- Nova Opara.
- Novi Travnik.
- Opara.
- Orašac.
- Pečuj.
- Petačići.
- Potočani.
- Pribilovići.
- Pričani.
- Rankovići.
- Rastovci.
- Rat.
- Reput.
- Ruda.
- Sebešić.
- Seona.
- Sinokos.
- Stojkovići.
- Šenkovići.
- Torine.
- Trenica.
- Trnovac.
- Turalići.
- Vejzovići.
- Vodovod.
- Zenepići.
- Zubići.

## Demografía
En el año 2009 la población del municipio de Novi Travnik era de 24 859 habitantes. La superficie del municipio es de 242 kilómetros cuadrados, con lo que la densidad de población era de 107 habitantes por kilómetro cuadrado.